# Alive II
Alive II è l'ottavo album pubblicato dai Kiss nonché secondo album live della band statunitense. È stato pubblicato il 29 novembre 1977 per l'etichetta discografica Casablanca Records.

## Il disco
L'album è stato prodotto registrando alcuni dei brani proposti nella scaletta del Love Gun Tour. Fanno eccezione i brani Tomorrow and Tonight e Hard Luck Woman, riregistrati in studio e missati con la voce del pubblico durante un concerto. Le ultime cinque tracce dell'album sono inedite e gli assoli di chitarra sono stati suonati da Bob Kulick in sostituzione di Ace Frehley (eccetto Rocket Ride, brano composto tra l'altro dal chitarrista). L'album è stato premiato con un disco d'oro e tre di platino, di cui uno doppio nel 1996. Alive II è stato ripubblicato nel 2006 all'interno del cofanetto KISS Alive! 1975-2000, con l'aggiunta di una traccia (Rock and Roll All Nite).

## Tracce

### Disco 1
1. Detroit Rock City (Paul Stanley, Bob Ezrin) - 3:58
2. King of the Night Time World (Kim Fowley, Mark Anthony, Stanley, Ezrin) - 3:06
3. Ladies Room (Gene Simmons) - 3:11
4. Makin' Love (Stanley, Sean Delaney) - 3:13
5. Love Gun (Stanley) - 3:34
6. Calling Dr. Love (Simmons) - 3:32
7. Christine Sixteen (Simmons) - 2:45
8. Shock Me (Ace Frehley) - 5:51
9. Hard Luck Woman (Stanley) - 3:06
10. Tomorrow and Tonight (Stanley) - 3:20

### Disco 2
1. I Stole Your Love (Stanley) - 3:36
2. Beth (Peter Criss, Stan Penridge, Ezrin) - 2:24
3. God of Thunder (Stanley) - 5:16
4. I Want You (Stanley) - 4:14
5. Shout It Out Loud (Simmons, Stanley, Ezrin) - 3:37
6. All American Man (Stanley, Delaney) - 3:13
7. Rockin' in the U.S.A. (Simmons) - 2:44
8. Larger than Life (Simmons) - 3:55
9. Rocket Ride (Frehley, Delaney) - 4:07
10. Any Way You Want It (Dave Clark) - 2:33

## Formazione
- Gene Simmons - voce, basso
- Paul Stanley - voce, chitarra ritmica
- Ace Frehley - voce (principale in Shock Me e Rocket Ride), chitarra solista, basso (Rocket Ride[7])
- Peter Criss - voce (principale in Beth e Hard Luck Woman), batteria

### Collaboratori
- Bob Kulick - chitarra solista in tutte le tracce inedite tranne Rocket Ride[6][7]